# Dime Savings Bank of Williamsburgh

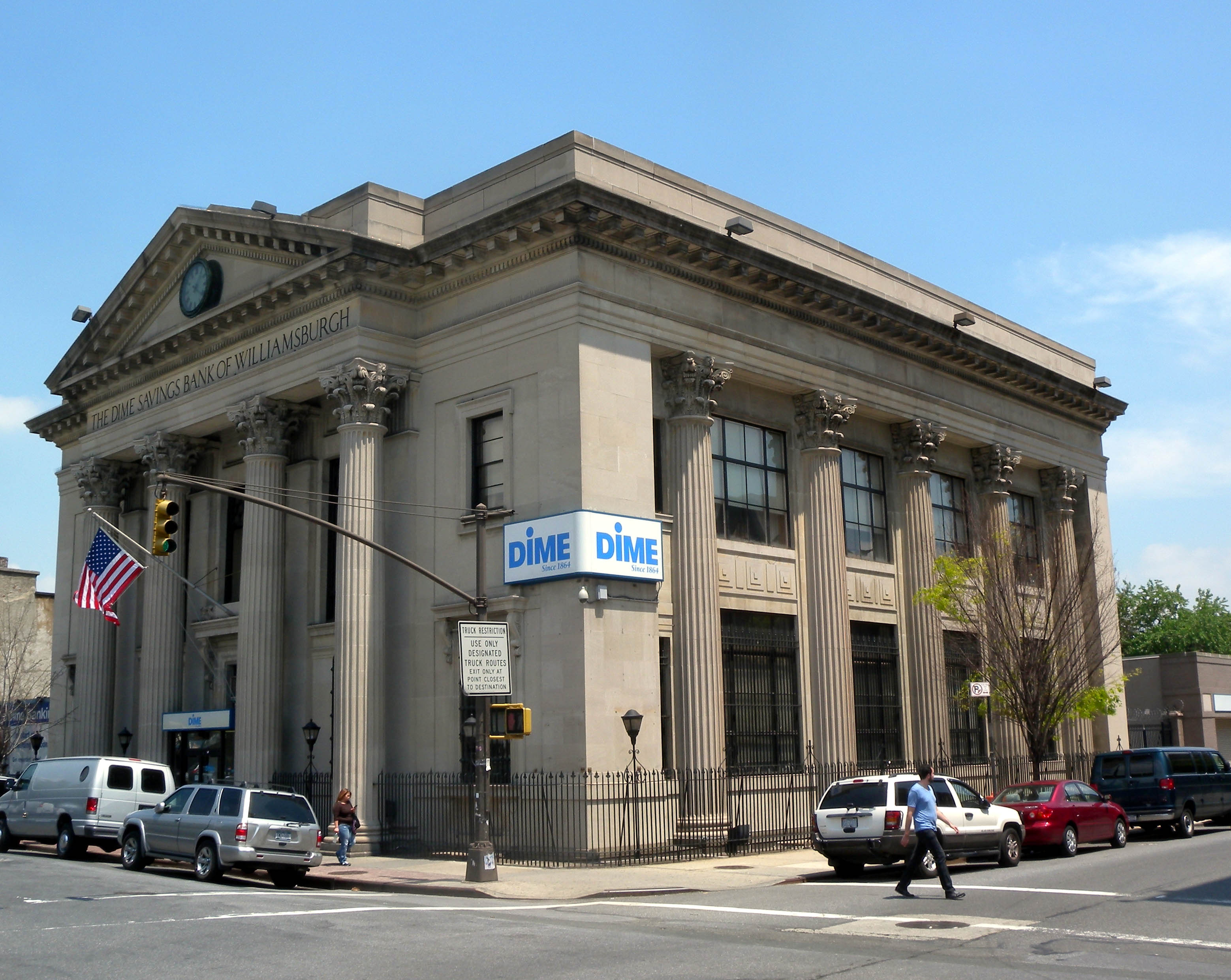
Oficinas centrales en la calle Havermeyer.

Dime Savings Bank of Williamsburgh es una institución financiera ubicada en Brooklyn, Nueva York. Sus principales productos son cuentas de ahorros, cuentas corrientes, y préstamos hipotecarios. Está enlistada en el NASDAQ bajo la sigla DCOM y oficialmente registrada con el nombre Dime Community Bancshares, Inc.

## Historia
Creado el 19 de abril de 1864, el banco abrió sus puertas el 1 de junio de ese año, en el subterráneo del edificio del First National Bank. En 1908, The Dime Savings Bank of Williamsburgh tomó posesión del ahora edificio histórico, cerca de la base del puente de Williamsburg, en la esquina de las calles Havemeyer y South Fifth, la cual sirve como sede de sus oficinas centrales.

## Perfil corporativo
Aparte de sus oficinas centrales en Williamsburg, posee 25 sucursales ubicadas en los condados de Brooklyn, Queens, el Bronx, y Nassau.